# Färöische Fußballmeisterschaft 1951
Die Färöische Fußballmeisterschaft 1951 wurde in der Meistaradeildin genannten ersten färöischen Liga ausgetragen und war insgesamt die neunte Saison.
Meister wurde TB Tvøroyri, die den Titel somit zum dritten Mal erringen konnten. Titelverteidiger B36 Tórshavn landete auf dem dritten Platz. 
Im Vergleich zur Vorsaison verschlechterte sich die Torquote auf 2,67 pro Spiel, was nach 1982 und 1985 den drittniedrigsten Schnitt in der höchsten Spielklasse nach Einführung des Ligaspielbetriebs 1947 bedeutete. Den höchsten Sieg erzielte KÍ Klaksvík mit einem 4:0 im Heimspiel gegen HB Tórshavn. Das torreichste Spiel absolvierten TB Tvøroyri und HB Tórshavn mit einem 5:2.

## Modus
Aufgrund des Rückzuges von VB Vágur aus der Meistaradeildin spielte jede Mannschaft nun an sechs Spieltagen jeweils zweimal gegen jede andere. Die punktbeste Mannschaft zu Saisonende stand als Meister dieser Liga fest, eine Abstiegsregelung gab es nicht.

## Saisonverlauf
TB Tvøroyri gewann bis auf das 1:2 bei KÍ Klaksvík alle Spiele, so auch das Heimspiel gegen KÍ mit 1:0. KÍ Klaksvík gelang jedoch mit dem 4:0-Heimsieg gegen HB Tórshavn nur ein weiterer Sieg, so dass TB als Meister feststand.

## Abschlusstabelle
| Pl. | Verein           | Sp. | S | U | N | Tore    | Quote | Punkte |
| --- | ---------------- | --- | - | - | - | ------- | ----- | ------ |
| 1.  | TB Tvøroyri      | 6   | 5 | 0 | 1 | 013:600 | 2,17  | 10:20  |
| 2.  | KÍ Klaksvík      | 6   | 2 | 1 | 3 | 007:500 | 1,40  | 05:70  |
| 3.  | B36 Tórshavn (M) | 6   | 2 | 1 | 3 | 005:600 | 0,83  | 05:70  |
| 4.  | HB Tórshavn      | 6   | 2 | 0 | 4 | 007:150 | 0,47  | 04:80  |

| (M) | Meister des Vorjahrs |

## Spiele und Ergebnisse
|              | B36 | HB  | KÍ  | TB  |
| ------------ | --- | --- | --- | --- |
| B36 Tórshavn |     | 1:2 | 1:1 | 0:2 |
| HB Tórshavn  | 0:2 |     | 1:0 | 2:3 |
| KÍ Klaksvík  | 0:1 | 4:0 |     | 2:1 |
| TB Tvøroyri  | 1:0 | 5:2 | 1:0 |     |

## Spielstätten
| Mannschaft   | Stadion        | Spielort |
| ------------ | -------------- | -------- |
| B36 Tórshavn | Gundadalur     | Tórshavn |
| HB Tórshavn  | Gundadalur     | Tórshavn |
| KÍ Klaksvík  | Við Djúpumýrar | Klaksvík |
| TB Tvøroyri  | Sevmýri        | Tvøroyri |